# Nesticus kuriko
Nesticus kuriko là một loài nhện trong họ Nesticidae.
Loài này thuộc chi Nesticus. Nesticus kuriko được Takeo Yaginuma miêu tả năm 1972.